# Admitància
L'admitància és la inversa de la impedància i la seva notació és Y. En el sistema internacional (SI) es mesura en siemens. El nom d'aquest concepte de l'enginyeria electrònica es deu a Oliver Heaviside, que el va crear el desembre de 1887.
Es defineix per:
{\displaystyle Y=Z^{-1}=1/Z\,}
On: 
- Y l'admitància mesurada en siemens (S) ;
- Z la impedància mesurada en Ohms (Ω)

Nota: abans s'havia utilitzat la unitat mho (Ohm escrit a l'inrevés), la seva notació era una omega a l'inrevés (℧).
Llavors com 
{\displaystyle Z=R+iX\,}
{\displaystyle Y=Z^{-1}={\frac {1}{R+iX}}=\left({\frac {1}{R+iX}}\right)\cdot \left({\frac {R-iX}{R-iX}}\right)=\left({\frac {R}{R^{2}+X^{2}}}\right)+i\left({\frac {-X}{R^{2}+X^{2}}}\right)}
L'admitància és, com la impedància, un nombre complex, essent la conductància G la part real i la susceptància B la part imaginària, així hom té l'equació:
{\displaystyle Y=G+iB\,}
{\displaystyle Y=G+iB=\left({\frac {R}{R^{2}+X^{2}}}\right)+i\left({\frac {-X}{R^{2}+X^{2}}}\right)}
La conductància G i la susceptància B venen donades per:
{\displaystyle G=Re(Y)=\left({\frac {R}{R^{2}+X^{2}}}\right)}
{\displaystyle B=Im(Y)=\left({\frac {-X}{R^{2}+X^{2}}}\right)}
La magnitud de l'admitància vindrà donada per:
{\displaystyle \left|Y\right|={\sqrt {G^{2}+B^{2}}}={\frac {1}{\sqrt {R^{2}+X^{2}}}}\,}
On:
- G és la conductància mesurada en siemens (S);
- B és la susceptància en S ;